# Miłowan
Miłowan – słowiańskie imię męskie jednoczłonowe, utworzone z członu Miło- ("miłować"). Wzmiankowane w dokumentach z 1136 roku. Może oznaczać: miłowany. Popularne zwłaszcza w krajach południowosłowiańskich
Miłowan imieniny obchodzi 25 stycznia.
Znane osoby noszące to imię:
- Milovan Đilas, jugosłowiański polityk i pisarz polityczny
- Milovan Glišić, serbski pisarz, dramaturg i teoretyk literacki
- Milovan Jakšić, jugosłowiański piłkarz
- Milovan Rajevac, serbski piłkarz
- Milovan Raković, serbski koszykarz
- Milovan Sikimić, serbski piłkarz
- Milovan Zoričić, chorwacki prawnik i działacz sportowy